# Fontenoy (Antoing)
|  | Aquest article tracta sobre un antic municipi de Bèlgica. Vegeu-ne altres significats a «Fontenoy». |

Fontenoy és un antic municipi de Bèlgica, del Regne Unit dels Països Baixos i de França. Va ser un municipi independent fins que el 1977 va fusionar amb la ciutat valona d'Antoing. El primer esment escrit Fontineto data del 1189, «lloc on hi ha fonts». El 1850 tenia 791 habitants, el 2015 n'hi havia 160. Abans d'esdevenir municipi durant la revolució francesa, va ser una parròquia espanyola, francesa i austríaca.

## Història
Hi ha uns vestigis romans. Depenia durant l'antic règim de la baronia d'Antoing. Des del segle xvii va tenir una sort moguda. Va canviar de país unes quantes vegades: d'espanyola, el 1669 va esdevenir francesa com a resultat de la Guerra de Devolució. El 1678 els Països Baixos espanyols recuperen el poble que el 1697 torna a ser francès pel Tractat de Rijswijk, el 1723, torna al si dels Països Baixos del sud que mentrestant havien esdevingut austríacs.
L'11 de maig de 1745, la batalla de Fontenoy hi va tenir lloc. França hi va encarar una coalició d'Anglaterra, Àustria, la República de les Set Províncies Unides i Hanover. França va guanyar, tot el poble va ser devastat i hi van morir en un dia sis mil francesos i nou mil aliats. En conseqüència de la desfeta aliada, França va ocupar els Països Baixos austríacs. El 1748, pel tractat d'Aquisgra ja van tornar a Àustria fins a 1795. Durant l'ocupació després de la Revolució Francesa (1795-1815) es va crear el municipi, una nova organització territorial que reemplaçava les parròquies i altres subdivisions feodals de l'antic règim. El 1815, el Congrés de Viena el va integrar al nou creat Regne Unit dels Països Baixos i finalment, el 1830 va esdevenir belga.

## Economia

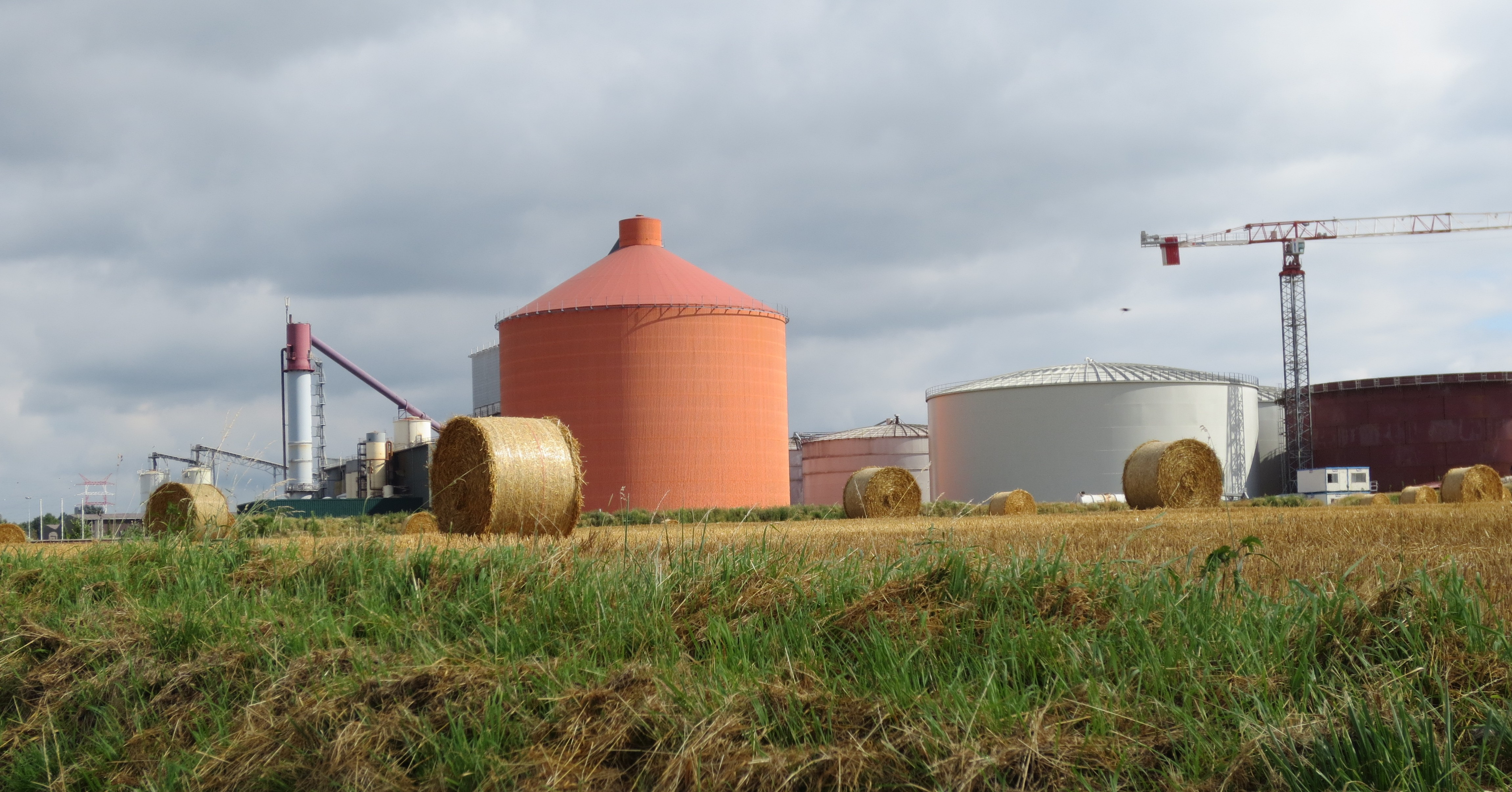
La fàbrica de sucre

És un poble agrícola. El 1972, no hi havia cap empresa que tenia més de cinc treballadors. Tota la zona a l'entorn d'Antoing era coneguda per a les carreres de calcari «pedra blava d'Hainaut» que s'han canviat en reserves naturals. L'única indústria major és la fàbrica de sucre de remolatxa del grup industrial Iscal, construïda el 1993. El 2022 ocupava unes 170 persones.